# Zookeeper Atomic Broadcast
El protocolo Zookeeper Atomic Broadcast, también conocido por sus siglas Zab, es un protocolo de consenso  para sistemas distribuidos (asegura que las réplicas no difieren) basado en paso de mensajes.
Es similar a Multi-Paxos, con un líder, un único proponente y para el renocimiento de commits usa la función mayoría. La diferencia clave con Multi-Paxos es el orden de las peticiones del cliente: Multi-paxos obtiene concurrentemente las peticiones de los múltiples cliente es libre de reordenarlas como quiera. Zab sigue un ordenamiento estrícto decidido por el Líder. Si el líder se cae, el próximo líder no está permitido para cambiar el orden. Zab están más orientado a sistemas de backup mientras Multi-Paxos está más orientado a replicación.